# 어째서 내 세계를 아무도 기억하지 못하는가?
어째서 내 세계를 아무도 기억하지 못하는가?(なぜ僕の世界を誰も覚えていないのか？, Why Does Nobody Remember Me in This World?)는 사자네 케이가 집필하고 neco가 그림을 그린 일본의 라이트 노벨 시리즈이다. 2017년 7월부터 2020년 8월까지 미디어팩토리의 MF문고 J 출판사로 출판되었다. 아리칸(Arikan)이 그린 만화 각색판은 2018년 2월부터 미디어팩토리의 월간 코믹 얼라이브 만화 잡지에서 연재를 시작했다. Project No.9에서 제작한 애니메이션 TV 시리즈 각색판이 2024년 7월 첫 방송되었다.

## 구성
지구 패권을 놓고 벌이는 다섯 종족 간의 전쟁은 영웅 시드가 이끄는 인류가 승리한다. 갑자기 역사가 덮어씌워져 시드가 존재하지 않게 되고, 인류는 용과 악마에게 패배하고 정복당하게 된다. 이 모든 일은 변화에 전혀 영향을 받지 않는 카이라는 소년이 목격한다. 이 새로운 세계에서 카이는 자신이 이전에 존재한 적이 없다는 사실을 알게 되므로 아무도 그를 알지 못한다. 린네라는 신비한 소녀를 만난 카이는 스스로 영웅이 되어 인류를 해방시키려는 영감을 받는다.